# Diagramma di fase
Un diagramma di fase (o diagramma di stato) è un particolare diagramma cartesiano riferito ad una sostanza pura o ad una miscela, che rappresenta lo stato del sistema termodinamico in esame al variare di due o più coordinate termodinamiche (temperatura, pressione, volume, composizione chimica).
Indicando con T la temperatura, p la pressione, V il volume e x la composizione espressa in frazione molare, possono essere tracciati i seguenti diagrammi di fase:
- diagramma p-T: diagramma di stato di una sostanza pura
- diagramma T-x e p-x: diagramma di stato binario (ovvero di una miscela binaria[1])
- diagramma p-V-T: diagramma di stato in 3 dimensioni.
- diagramma di stato ternario (ovvero di una miscela ternaria[2])

## Diagramma di stato di una sostanza pura

Diagramma di fase dell'acqua. Il punto triplo dell'acqua corrisponde al valore di pressione di 4,58 mmHg e alla temperatura di 0,01 °C. A pressioni inferiori a 2000 atm la retta che contraddistingue l'equilibrio solido-liquido segue un andamento con pendenza negativa. Inoltre occorre considerare che oltre il punto critico, che per l'acqua vale 374 °C e 218 atm, si ha la scomparsa dell'equilibrio liquido-vapore.

Diagramma di fase del ferro puro. Nella regione del solido si distinguono 3 fasi allotropiche: ferrite α, austenite γ e ferrite δ.

In un diagramma di stato di una sostanza pura sono riportate in ascissa la temperatura e in ordinata la pressione (o viceversa).
Per la sostanza in questione sono rappresentate le linee che indicano il cambiamento di stato; nei campi individuati all'interno di queste linee si individuano i campi di esistenza del solido, del liquido e del vapore.
La linea di separazione liquido-vapore non si estende tendenzialmente all'infinito, ma termina in un punto preciso, nel quale le caratteristiche del vapore e del liquido diventano le medesime e tali fasi si uniscono in una fase sola: si tratta del punto critico, individuato per ogni sostanza da valori di pressione e di temperatura ben precisi.
La linea di separazione solido-liquido ha in quasi tutte le sostanze un'inclinazione positiva, ciò indica un aumento del volume specifico all'aumentare della temperatura. Eccezioni sono sostanze come il gallio, l'antimonio, il bismuto ma soprattutto l'acqua per cui in solidificazione si ha un aumento del volume specifico.
La congiunzione delle tre linee avviene nel punto triplo, al quale coesistono le tre fasi solida, liquida e gassosa.
I diagrammi di fase possono essere utilizzati anche per descrivere i possibili stati allotropici degli elementi chimici.

## Diagramma di stato di una sostanza pura in 3 dimensioni

Diagramma di stato p-V-T, rappresentativo di tutti gli stati termodinamici di un sistema ad un componente.

Il diagramma di fase è ottenuto da un diagramma a tre dimensioni in cui ai tre assi vi sono temperatura, pressione e volume specifico, mediante una proiezione della superficie così ottenuta sul piano temperatura-pressione.

## Diagrammi di stato binari
Dall'analisi termica dei sistemi binari, formati cioè da due componenti, è possibile costruire un'altra tipologia di diagramma di fase che descrive, in condizioni isobare e di equilibrio termodinamico, il rapporto esistente tra la temperatura e la composizione della miscela.
Per i diagrammi di fase binari possono presentarsi più comunemente sistemi che seguono la legge di Raoult, sistemi con azeotropo, oppure sistemi con eutettico.

### Diagramma di stato binario con azeotropo
Nel caso in cui si abbia un significativo discostamento dalle condizioni ideali, la legge di Raoult non è più applicabile e nel diagramma di fase si può osservare un punto di minimo oppure un punto di massimo. Ciò dipende dalla natura delle interazioni molecolari che si stabiliscono tra i due componenti della miscela binaria che possono, rispettivamente, generare delle deviazioni positive o deviazioni negative.
Le deviazioni positive indicano una destabilizzazione rispetto al caso ideale, e sono caratterizzate da un'energia libera di Gibbs di eccesso (GE) positiva. La pressione di vapore totale risulta maggiore, e nel diagramma di fase compare un punto di minimo che rappresenta il cosiddetto azeotropo bassobollente. Nel caso di deviazioni negative, invece, il miscelamento risulta più favorevole rispetto al caso teorico, presentando un'energia libera di Gibbs di eccesso negativa. Stavolta nel diagramma di fase compare un punto di massimo che denota l'azeotropo altobollente. Al punto azeotropico la composizione della miscela liquida è la medesima della fase vapore, inoltre l'azeotropo bolle a temperatura costante come se fosse una sostanza pura. A differenza delle sostanze pure, però, la composizione dell'azeotropo varia al variare della pressione. Le miscele azeotropiche non possono essere separate tramite semplice distillazione.
In termini pratici, risulta utile dividere il diagramma di fase nelle due metà componente y puro-azeotropo e azeotropo-componente x puro. In relazione alla composizione iniziale della miscela (che individua una di queste due "metà" del grafico), ad esempio, è possibile studiare il processo di distillazione frazionata tenendo in considerazione che la fase vapore tende ad arricchirsi del componente più volatile (quindi, quando è presente un azeotropo bassobollente il distillato sarà quest'ultimo).

### Diagramma di stato binario con eutettico
Le curve delimitano il campo di esistenza della fase liquida e della fase liquida in equilibrio con quella solida mentre una retta delimita il campo di esistenza dello stato solido.
Come si nota dal grafico, relativo a componenti immiscibili allo stato solido e completamente miscibili allo stato liquido, i punti TA e TB sono rispettivamente la temperatura di fusione di un generico solido A e la temperatura di fusione di un generico solido B; rappresentano l'origine delle curve. La retta che tocca il punto E, punto caratteristico e definito punto eutettico, ha intercetta sul valore TE e delimita il campo di esistenza dello stato solido.

### Interpretazione del diagramma di fase binario
Immaginiamo, ad esempio, di essere in presenza di una fase liquida composta da una soluzione di un sale o da due metalli alligabili e definita dal punto P1 a cui compete un valore di temperatura T1 e di composizione C1. Diminuendo via via la temperatura, raggiunto il valore TA il solido A comincia a separarsi dalla soluzione. Essendo questo sistema monovariante, continuando a diminuire la temperatura ci si sposta lungo la curva TAE senza che si abbia la scomparsa dell'equilibrio, con la miscela liquida che si arricchisce nel componente B. Raggiunto il punto eutettico, E, si ottiene una miscela eutettica la cui composizione, data una determinata soluzione formata da due determinati componenti, è sempre la medesima. Questo è un punto di invarianza, per cui se si continua a sottrarre calore si ottiene la scomparsa della fase liquida con formazione dell'eutettico solido. Nel caso considerato, che ricordiamo essere quello relativo a componenti immiscibili allo stato solido e completamente miscibili allo stato liquido, l'eutettico non è una soluzione solida ma una miscela meccanica dei cristalli dei due componenti.
Partendo da un punto P2 e diminuendo man mano la temperatura si ottiene lo stesso andamento visto in precedenza. In questo caso, però, il solvente è il componente B e ci si muove lungo la curva di TBE con successivo arricchimento della miscela liquida nel componente A fino al raggiungimento del punto eutettico.

### Diagramma di stato binario con peritettico

Esempio di diagramma di stato binario con peritettico (indicato con P).

Il peritettico, in un diagramma di stato, individua un punto in cui sono contemporaneamente presenti una fase liquida e due differenti fasi solide ciascuna più ricca in uno dei due componenti che costituiscono il sistema binario. Su questo punto passa una conodale (linea peritettica) che delimita il confine tra le tre fasi suddette. Al punto peritettico la varianza è nulla, per cui si ha una trasformazione isoterma.
Il caso particolare in cui ricorre questo genere di diagrammi riguarda i sistemi reattivi che portano alla formazione di composti in grado di esistere solamente allo stato solido, come nel caso di Na2K, e che quindi subiscono una fusione incongruente.

### Altre tipologie di diagrammi di fase binari
È possibile ottenere delle varianti di diagramma di fase a seconda che si sia in presenza o meno di particolari caratteristiche dei componenti:
- componenti completamente miscibili sia allo stato liquido che in quello solido, con formazione di soluzione solida (cristalli misti, ad esempio è il caso delle leghe Ni-Cu, Au-Pt, Ag-Au e Ni-Co);
- componenti completamente miscibili allo stato liquido e parzialmente miscibili allo stato solido, con formazione di due diverse soluzioni solide coniugate (è il caso, ad esempio, delle leghe Zn-Cd, Au-Ni, Bi-Pd, Cd-Sn e Fe-Cr);[9]
- componenti completamente miscibili allo stato liquido e completamente immiscibili allo stato solido, con formazione di cristalli meccanicamente aggregati (è il caso modello considerato precedentemente, seguito da leghe quali quelle Pb-Ag, Pb-Sb, Si-Al, Si-Au, Bi-Cd, Bi-Cu);
- componenti che formano composti intermetallici a seguito di raffreddamento (esempio, leghe Al-Mg,[10] Mg-Si, Cu-Zn, Cu-Al e la cementite).

## Diagrammi di stato ternari

Diagramma ternario del sistema solido Fe-Cr-Ni.

I sistemi ternari sono descritti da un diagramma triangolare equilatero i cui vertici corrispondono ai tre componenti puri. Tale diagramma di fase viene ottenuto trascurando la fase vapore e in condizione di pressione e temperatura costanti. Volendo considerare anche la temperatura come parametro variabile è possibile ottenere un grafico tridimensionale.
Di fondamentale importanza risulta, nel caso di diagrammi ternari, l'applicazione delle proprietà geometriche dei triangoli equilateri per potere determinare la composizione corrispondente ad un determinato punto del diagramma.
Questa classe di diagrammi di fase risulta molto utile nello studio di leghe complesse, materiali ceramici e cementi.